# Campus Party Valência
Campus Party Valência é uma LAN party realizada em Valência, Espanha. Organizada inicialmente em 1996. Em fevereiro de 2008 foi realizada, pela primeira vez fora da Espanha, a Campus Party Brasil.

## Histórico
|      | Data início / fim          | Número participantes |
| 1997 | 8 de Agosto a 10 de Agosto | 250                  |
| 1998 | 30 de Julho a 3 de Agosto  | 500                  |
| 1999 |                            | 650                  |
| 2000 | 7 de Agosto a 13 de Agosto | 1600                 |
| 2001 | 7 de Agosto a 13 de Agosto | 1600                 |
| 2002 |                            | 3000                 |
| 2003 |                            | 4000                 |
| 2004 |                            | 4500                 |
| 2005 | 25 de Julho a 31 de Julho  | 5500                 |

## Áreas
- Jogos
- Multimédia
- Linux
- Demo-Scene
- Java
- Desenho
- Música
- Macintosh
- Robótica